# 柏木義之
柏木 義之（かしわぎ よしゆき、1975年3月18日 - ）は日本の基礎スキー選手、スキー指導者。東京都出身。血液型AB型。父は札幌オリンピック出場の柏木正義。妹は長野、ソルトレークシティーオリンピック出場の柏木久美子。
苗場スキーアカデミー所属。全日本ナショナルデモンストレーター認定8期(2002-2018年)。苗場スキー場を拠点に活動する。使用スキーはフォルクル。
1998年より全日本スキー技術選手権大会に参戦し、2年目の1999年SAJ1級で初優勝した。優勝6回(技術選史上男子最多)、準優勝6回、3位5回の成績を誇る（2016年現在）。その高い「プロ意識」から、技術選という舞台を「アスリート化」に導いた立役者であり、全日本技術選手権大会史上最高の選手の一人である。
2007年10月にはスキー仲間の丸山貴雄、井山敬介、吉岡大輔らとニュージーランドを舞台に業界20年ぶりとなるスキー映画「4ce Cut the Wind」を製作、出演。目黒にて上映会開催。
2011年秋、約20年間愛用していた、ブーツをサロモンから国産のレクザムに、スキー・ビンディングをフォルクル・マーカーに変更。
2017年11年ぶりに表彰台を外れた（五位）が、表彰台（3位以内）回数17回は、今後技術選の歴史上破るのが難しい記録だと言われる。
2018年よりブーツをダルベロに変更
2019年からフォルクチーム「プレイングコーチ」に就任
2021年より現役ながらMDVスポーツジャパン（フォルクチーム）技術選チームの「ヘッドコーチ」に就任
苗場スキーアカデミーの廃校に伴い「柏木スキーアカデミー」設立、主にエキスパートスキーヤー向けのスキースクールを開校

## 契約メーカー
- スキー　　　　　　フォルクル
- スキーブーツ　　　ダルベロ
- ウエアー　　　　　オンヨネ
- アイウェアー　　　ブリコ
- ストック　　　　　シナノ
- ワックス　　　　　ガリウム

## 協賛メーカー
- セントラルスポーツ
- リアルビーボイス

## 戦績

### 全日本スキー技術選手権大会
- 1998年　第35回 全日本スキー技術選手権大会　18位
- 1999年　第36回 全日本スキー技術選手権大会　優勝
- 2000年　第37回 全日本スキー技術選手権大会　優勝
- 2001年　第38回 全日本スキー技術選手権大会　準優勝
- 2002年　第39回 全日本スキー技術選手権大会　準優勝
- 2003年　第40回 全日本スキー技術選手権大会　優勝
- 2004年　第41回 全日本スキー技術選手権大会　優勝
- 2005年　第42回 全日本スキー技術選手権大会　準優勝
- 2006年　第43回 全日本スキー技術選手権大会　6位
- 2007年　第44回 全日本スキー技術選手権大会　準優勝
- 2008年　第45回 全日本スキー技術選手権大会　準優勝
- 2009年　第46回 全日本スキー技術選手権大会　優勝
- 2010年　第47回 全日本スキー技術選手権大会　3位
- 2011年　第48回 全日本スキー技術選手権大会　3位
- 2012年　第49回 全日本スキー技術選手権大会　3位
- 2013年　第50回 全日本スキー技術選手権大会　3位
- 2014年　第51回 全日本スキー技術選手権大会　準優勝
- 2015年　第52回 全日本スキー技術選手権大会　優勝
- 2016年　第53回 全日本スキー技術選手権大会　3位
- 2017年　第54回 全日本スキー技術選手権大会　5位
- 2018年　第55回 全日本スキー技術選手権大会　8位
- 2019年　第56回 全日本スキー技術選手権大会　5位
- 2021年　第58回 全日本スキー技術選手権大会　5位
- 2022年　第59回 全日本スキー技術選手権大会　10位
- 2023年　第60回 全日本スキー技術選手権大会　11位
- 2024年　第61回 全日本スキー技術選手権大会　棄権

表彰台　17回　優勝6回　準優勝6回　3位5回
23回連続トップ10

### 国際スキー技術選手権大会
- 1998年　第3回 国際スキー技術選手権大会　17位
- 1999年　第4回 国際スキー技術選手権大会　3位
- 2000年　第5回 国際スキー技術選手権大会　7位
- 2001年　第6回 国際スキー技術選手権大会　8位

## ビデオ・DVD

### 山と溪谷社
- 2001年　『柏木義之ハイスピードカービング』
- 2004年　『柏木義之コブ＆ショートターンテクニック』
- 2005年　『柏木義之ロングターンテクニック』
- 2005年　『柏木義之 VS 宮下征樹 NEXT』
- 2006年　『柏木義之オールラウンドテクニック』
- 2007年　『柏木義之スキートレーニングマニュアル』

### スキージャーナル社
- 2003年　『徹底分析 渡辺一樹 VS 柏木義之』
- 2005年　『柏木義之改造計画』
- 2007年　『柏木義之　コブの極意』

### ノースランド出版
- 1999年　『柏木義之の快走カービング』
- 2000年　『柏木義之カミソリカービング』
- 2003年　『柏木義之ヴァリアブルカービング』
- 2003年　『柏木義之 vs 宮下征樹 5年間の闘い』

### OTTO’S Co. KMF Ltd.
- 2010年　『SKIERS PROFILE. 3 柏木義之 フェイスコントロールを駆使して義之の「躍動感」を手に入れる』

### 芸文社
- 2021年　『柏木義之 カービングスキー時代のコブ上達レッスン』
- 2023年　『柏木義之 カービングの基本』

## その他
- 父は1972年札幌オリンピック代表（アルペンスキー）の柏木正義。
- 妹は長野・2002年ソルトレークシティオリンピック代表（アルペンスキー）の柏木久美子。
- 幼馴染みに長野・ソルトレイクシティ・2006年トリノオリンピック代表（アルペンスキー）の皆川賢太郎がいる。